# ダルマチア式海岸

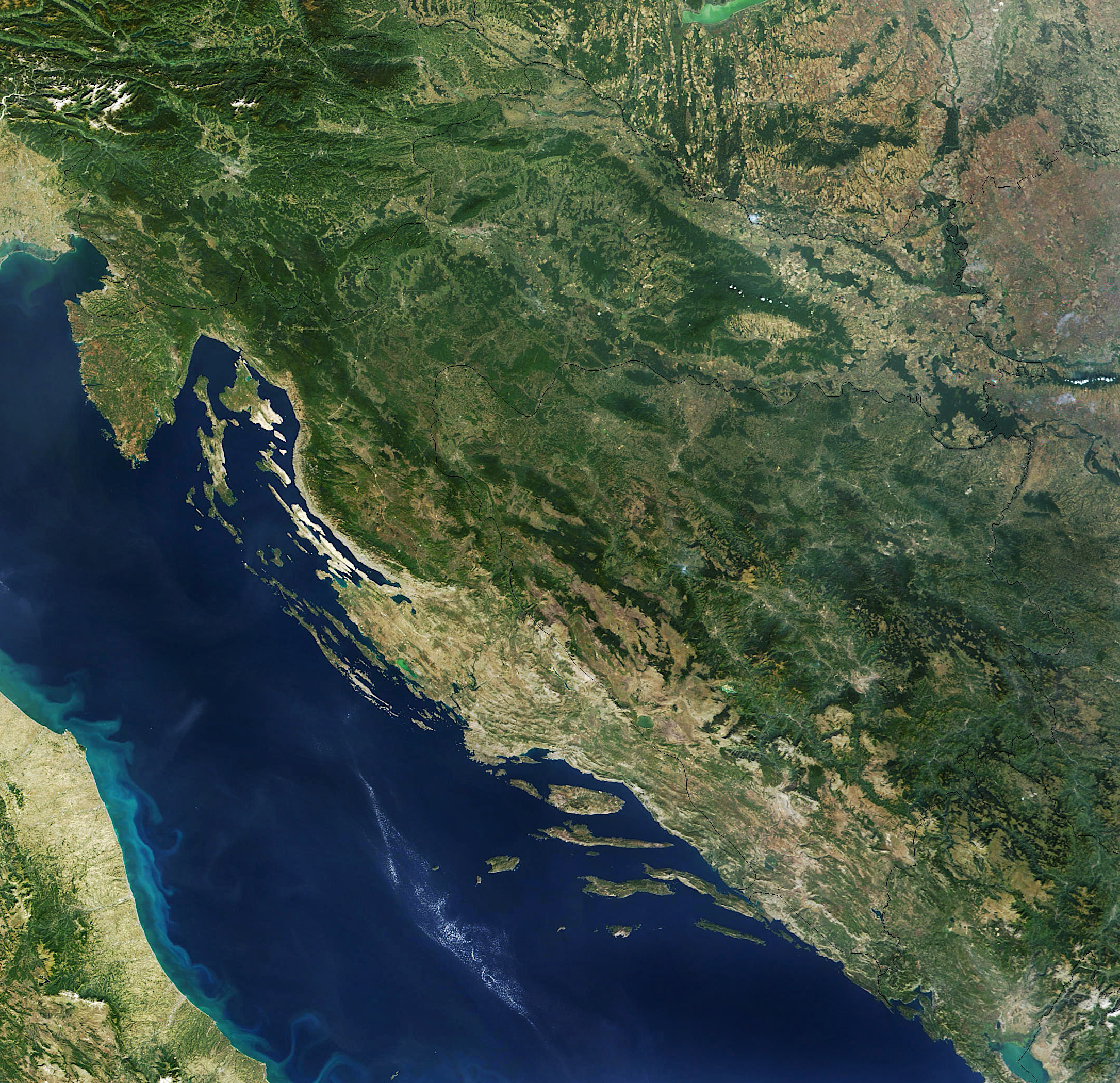
ダルマチア沿岸部。スペースシャトル標高データ使用。

ダルマチア式海岸（ダルマチアしきかいがん、Dalmatian coast、Dalmatian concordant coast）とは、クロアチアのダルマチア地方などに見られる整合海岸の一形態。起伏の激しい山間部が沈降して形成されるのはリアス式海岸と同一であるが、リアス式海岸が元の海岸線に対して垂直な山地によって形成されるのに対して、ダルマチア式海岸は、元の海岸線に対して平行に連なっていた山地が沈降する事によって形成されたと考えられている。
従ってダルマチア式海岸は、海岸線に平行な細長い島が形成される事に特色がある。